# Лімур (кантон)
Ліму́р (фр. Limours) — кантон у Франції, в департаменті Ессонн регіону Іль-де-Франс.

## Склад кантону
Кантон включає в себе 12 муніципалітетів:
| Муніципалітет    | Площа | Населення, осіб | Рік  |
| ---------------- | ----- | --------------- | ---- |
| Брі-су-Форж      | 10,86 | 3352            | 2007 |
| Булле-ле-Тру     | 4,8   | 643             | 2007 |
| Вогриньєз        | 6,06  | 1213            | 2007 |
| Гометс-ла-Віль   | 9,86  | 1090            | 2007 |
| Гометс-ле-Шатель | 5,05  | 2091            | 2007 |
| Жанврі           | 8,24  | 615             | 2007 |
| Курсон-Монтелу   | 3,74  | 582             | 2007 |
| Ле-Мольєр        | 7,02  | 1825            | 2007 |
| Лімур            | 14,25 | 6344            | 2007 |
| Пеккез           | 7,4   | 593             | 2007 |
| Фонтене-ле-Брі   | 9,72  | 1713            | 2007 |
| Форж-ле-Бен      | 14,58 | 3671            | 2007 |

## Консули кантону
| Період    | Консул             | Посада                    |
| --------- | ------------------ | ------------------------- |
| 1982—1994 | Raymond Hugonet    | Мер муніципалітету Лімур  |
| 1994—2009 | Christian Schoettl | Мер муніципалітету Жанврі |
| 2009—2014 | Nicolas Schoettl   |                           |

| Франція | Це незавершена стаття з географії Франції. Ви можете допомогти проєкту, виправивши або дописавши її. |